# سیم‌سیتی ۶۴
سیم‌سیتی ۶۴ (به انگلیسی: SimCity 64) یک بازی رایانه‌ای منتشر شده توسط شرکت نینتندو است. این بازی در تاریخ ۲۸ فوریه ۲۰۰۰ عرضه شده و سازنده آن هال لابراتور است.